# Repino Brdo
Repino Brdo – wieś w Bośni i Hercegowinie, w dystrykcie Brczko. W 2013 roku liczyła 247 mieszkańców, z czego większość stanowili Boszniacy.